# Milcote
Milcote est un village et une ancienne paroisse civile du Warwickshire, en Angleterre.